# Discografia de PUFFY
A discografia de PUFFY, grupo musical japonês, também conhecido como Puffy AmiYumi, consiste em treze álbuns de estúdio, quatro coletâneas musicais, dois álbuns de remixes, doze vídeo álbuns e trinta e dois singles. Os discos do grupo foram produzidos pela Epic Records e Sony Music Entertainment. No total, o grupo vendeu mais de 14 milhões de discos. Seu primeiro single Ásia no Junshin tornou-se um hit instantâneo no Japão, onde vendeu mais de um milhão de discos e ajudou a catapultar o grupo.  Jet-CD é o seu álbum mais bem sucedido (tendo vendido mais de um milhão de cópias só no Japão) , Kore ga Watashi no Ikiru Michi é o seu single de maior sucesso (tendo vendido mais de 1,5 milhões de cópias somente no Japão). 

## Álbuns

### Álbuns de estúdio
| Ano  | Álbum |
| ---- | --- |
| 1996 | AmiYumi - Lançado: 22 de julho de 1996 - Gravadora: Epic Records / Sony Music - Posição: 3                |
| 1997 | Solo Solo - Lançado: 6 de agosto de 1997 - Gravadora: Epic Records / Sony Music - Posição: 2              |
| 1998 | Jet-CD - Lançado: 4 de abril de 1998 - Gravadora: Epic Records / Sony Music - Posição: 1                  |
| 1999 | Fever*Fever - Lançado: 23 de julho de 1999 - Gravadora: Epic Records / Sony Music - Posição: 3            |
| 2000 | Spike - Lançado: 12 de outubro de 2000 - Gravadora: Epic Records / Sony Music - Posição: 10               |
| 2002 | The Hit Parade - Lançado: 24 de outubro de 2002 - Gravadora: Epic Records / Sony Music - Posição: 10      |
| 2003 | Nice. - Lançado: 22 de janeiro de 2003 - Gravadora: Epic Records / Sony Music - Posição: 20               |
| 2004 | 59 - Lançado: 31 de março de 2004 - Gravadora: Epic Records / Sony Music - Posição: 62                    |
| 2006 | Splurge - Lançado: 28 de junho de 2006 - Gravadora: Epic Records / Sony Music - Posição: 19               |
| 2007 | HoneyCreeper - Lançado: 26 de setembro de 2007 - Gravadora: Epic Records / Sony Music - Posição: 27       |
| 2009 | Puffy Amiyumi x Puffy - Lançado: 25 de março de 2009 - Gravadora: Epic Records / Sony Music - Posição: 97 |
| 2009 | Bring It - Lançado: 17 de julho de 2009 - Gravadora: Epic Records / Sony Music - Posição: 17              |
| 2011 | Thank You - Lançado: 9 de março de 2011 - Gravadora: Epic Records / Sony Music - Posição: 25              |

### Coletâneas
- 1999: Puffy Re-Mix Project
- 2000: The Very Best of Puffy
- 2002: An Illustrated History
- 2003: PRMX Turbo
- 2004: Hi Hi Puffy AmiYumi
- 2007: Hit&Fun
- 2011: 15
- 2016: 20th ANNIVERSARY BEST ALBUM Hidatsuryokuha Sengen

### DVDs
- 1996: RUN! PUFFY! RUN!
- 1997: TOUR! PUFFY! TOUR!
- 2000: Jet Tour '98
- 2000: Jet DVD
- 2000: Fever*Fever
- 2000: CLIPS
- 2001: PUFFY SPIKE Daisakusen
- 2002: Rolling Debut Revue - Canada USA Tour 2002
- 2005: Funclips Funclub
- 2006: TOUR! PUFFY! TOUR! 10 Final
- 2006: Sparks Go Go 15th Special Junk! Junk! Junk!
- 2010: Sparks Go Go 20th Anniversary Special (Junk! Junk! Junk! 2010)

## Singles
1. "Asia no Junshin" (1996) #3
2. "Kore ga Watashi no Ikiru Michi"  (1996) #1
3. "Circuit no Musume" (1997) #1
4. "Nagisa ni Matsuwaru etc."  (1997) #1
5. "Mother/Nehorina Hahorina" (1997) #5
6. "Ai no shirushi" (1998) #3
7. "Tararan/Puffy no Tourmen"  (1998) #4
8. "Puffy de Rumba" (1998) #14
9. "Nichiyobi no Musume" (1999) #15
10. "Yume no tame ni" (1999) #12
11. "Umi e to/Pool nite" (2000) #15
12. "Boogie Woogie No. 5" (2000) #22
13. "Atarashii Hibi" (2001) #28
14. "Aoi Namida" (2001) #32
15. "Hurricane" (2002) #36
16. "Akai Buranko/Planet Tokyo" (2002) #45
17. "Sunrise" (2004) #24
18. "Hajimari no Uta/Nice Buddy" (2005) #33
19. "Hi Hi" (2005) #107
20. "Mogura Like" (2006) #35
21. "Tokyo I'm on My Way" (2006) #58
22. "Hazumu Rizumu" (2006) #15
23. "Hataraku Otoko" (2006) #41
24. "Boom Boom Beat/Oh Edo NagareboshiI V " (2007) #47
25. "Oriental Diamond/Kuchibiru Motion " (2007) #55
26. "All Because Of You " (2008) #34
27. "My Story " (2008) #44
28. "Hiyori Hime " (2009) #38
29. "Dareka Ga " (2009) #30
30. "R.G.W " (2010) #44
31. "Happy Birthday " (2011) #56
32. "Sweet Drops" (2011) #34
33. "Tomodachi no Wao!" (2012) #35
34. "Datsu Dystopia" (2013) #112
35. "Himitsu no Gimme Cat -Ufufu Honto yo-" (2014)
36. "COLORFUL WAVE SURFERS" (2015)
37. "Puffypipoyama" (2015) #62
38. "Bouken no Dadada" (2017)